# Batušinac
Batušinac (en serbe cyrillique : Батушинац) est un village de Serbie situé dans la municipalité de Merošina, district de Nišava. Au recensement de 2011, il comptait 792 habitants.

## Démographie

### Évolution historique de la population
| 1948 | 1953 | 1961 | 1971 | 1981 | 1991 | 2002 | 2011 |
| ---- | ---- | ---- | ---- | ---- | ---- | ---- | ---- |
| 863  | 916  | 868  | 844  | 821  | 840  | 830  | 792  |

|  |